# ベラルーシ国立図書館
ベラルーシ国立図書館（ベラルーシこくりつとしょかん、ベラルーシ語: Нацыянальная бібліятэка Беларусі）とは、ベラルーシ共和国で最大の図書館であり、首都ミンスクに位置する。印刷物の所蔵量はベラルーシで最も多く、ロシアのモスクワの国立図書館とサンクトペテルブルクの国立図書館に次いで3番目に多いロシア語の書籍を所蔵する。

## 沿革
ベラルーシ国立図書館は1922年に開設された大学図書館を前身としており、1926年に大学図書館は政府が管轄する国家図書館に再編された。
1941年初頭に図書館は200万冊を超える蔵書を有していたが、第二次世界大戦の中で図書館は破壊され、蔵書は32万冊に減少していた。多くの蔵書がナチス・ドイツによって収奪され、戦後に蔵書の捜索が行われたものの、回収されていない書籍は多く残されている。図書館のスタッフは疎開先のモスクワで図書館の復興にとりかかり、他のソビエト共和国の図書館の支援を受けながら作業が進められ、1947年には蔵書の数は戦前の水準に回復した。1972年に図書館は開設50周年を迎え、労働赤旗勲章が授与された。
1992年のベラルーシ共和国の独立後、図書館はベラルーシ国立図書館に改称される。また、改名の前から新館の建設の必要性が挙げられており、1989年に開催されたコンペティションの結果、ダイヤモンドを想起させるデザインが採用された。2002年11月から新館の建設が始まり、2006年1月に完成した。

## 建物
新館は建築家のミハイル・ヴィノグラードフとヴィクトル・クラマレンコによって設計され、2006年6月16日に開館した。建物は23階建てで、図書館の主要部分の建築構成は斜方立方八面体の形をとっている。建物の高さは73.6m、本を除いた建物部分の重量は115,000トンである。図書館はおよそ2,000人の利用者を収容でき、500席が設けられた会議場が置かれている。
図書館としての機能に加え、国立図書館はミンスクの観光地にもなっている。建物は川岸の公園に位置し、ミンスクを見渡せる展望デッキがある。観光客を誘導するための特別なエレベーターが建物の裏側に設置されており、屋上の展望デッキには無料の双眼鏡が備えられている。また、図書館の22階にはカフェとギャラリーが開設されている。
図書館の前の区画は公共のコンサートやショーの会場に使用されている。

## 図書館としての機能
ベラルーシ国立図書館は国の情報と文化の中心地である。図書館にはおよそ1,000万点の様々な媒体の資料が収蔵されている。最古のものは14-15世紀にさかのぼる、9万点以上の写本と初期の活版印刷物が保管されており、その中には16世紀のベラルーシの印刷技術者フランツィスク・スコリナが出版した聖書も含まれている。。1993年に図書館は独自の電子情報資源の作成を開始し、200万件を超える記録で構成される図書目録、factual graphic、全文、画像、音声、言語のデータベースが完成した。データベースの範囲は人文科学、社会科学、歴史、芸術、ベラルーシの文化と広範にわたっている。また、図書館の利用者は国外を含む他の図書館や学術機関が公開するデータベースにアクセスすることもできる。